# Santiago Botero
Santiago Botero Echeverry (ur. 27 października 1972 w Medellín) – kolumbijski kolarz szosowy, dwukrotny medalista mistrzostw świata.

## Kariera
W latach 1996–2002 Botero jeździł w barwach drużyny Kelme-Costa-Blanca i na ten okres przypadają jego największe sukcesy. Tak jak większość jego kolegów z drużyny, Santiago był specjalistą od jazdy w górach, a od 2002 roku liczył się także w jeździe indywidualnej na czas.
W Tour de France w 2000 roku wygrał swój pierwszy etap w tym wyścigu, zdobył koszulkę "najlepszego górala" i zajął ostatecznie siódmą pozycję. Dwa lata później zdobył czwarte miejsce i niespodziewanie pobił Lance'a Armstronga w pierwszej czasówce Touru. Łącznie zdobył dla Kelme trzy zwycięstwa etapowe w tym wyścigu.
W 2002 roku odniósł swój największy sukces: na mistrzostwach świata w Zolder zdobył złoty medal w jeździe indywidualnej na czas. W zawodach tych wyprzedził bezpośrednio Niemca Michaela Richa oraz Hiszpana Igora Gonzáleza de Galdeano. Na rozgrywanych rok wcześniej mistrzostwach świata w Lizbonie w tej samej konkurencji był trzeci, przegrywając tylko z Niemcem Janem Ullrichem i Davidem Millarem z Wielkiej Brytanii.
W latach 2003 i 2004 reprezentował drużynę Team Telekom, potem T-Mobile Team. W tym okresie nie spełniał jednak oczekiwań stawianych mu przez kierownictwo drużyny, nie umiał nawiązać do wcześniejszych sukcesów, ponieważ ciągle gnębiły go choroby i pechowe upadki.
Po zmianie teamu na Phonak w roku 2005 Botero wrócił do swojej dawnej formy i na początku tego roku wygrał wyścig Tour de Romandie – przede wszystkim dzięki swojemu niepodważalnemu zwycięstwu w ostatniej jeździe na czas. Na 11. etapie Tour de France 2005, z Courchevel do Briançon, pokazał się znowu z dobrej strony, kiedy to uciekł wraz z Aleksandrem Winokurowem prowadzącej grupie, którą prowadził Lance Armstrong i tylko przez silniejszy atak Kazacha przed linią mety, musiał się zadowolić drugim miejscem.
Botero zdobył także złoty medal w swej koronnej konkurencji podczas igrzysk panamerykańskich w Rio de Janeiro w 2007 roku. W 2008 roku wystartował na igrzyskach olimpijskich w Pekinie, gdzie był szósty w wyścigu ze startu wspólnego, a indywidualną jazdę na czas ukończył na 24. pozycji. Cztery lata wcześniej, podczas igrzysk olimpijskich w Atenach zajął odpowiednio 29. i siódme miejsce. W 2010 roku zakończył karierę.

## Oskarżenie o doping
W 2006 roku Team Phonak rozwiązał z nim kontrakt po tym jak jego nazwisko zaczęto wymieniać w kontekście afery dopingowej Operación Puerto, która miała miejsce w Hiszpanii, na kilka tygodni przed startem Tour de France 2006. 2 października 2006 roku Botero został oczyszczony z wszelkich zarzutów przez Kolumbijską Federację Kolarską.

## Ważniejsze sukcesy
- 2002 Mistrz świata w jeździe indywidualnej na czas
- 2005 Tour de Romandie
- 2007 Dookoła Kolumbii
- 3 etapy w Tour de France
- 3 etapy w Vuelta a España